# Neusholte

Verschillende bijholten

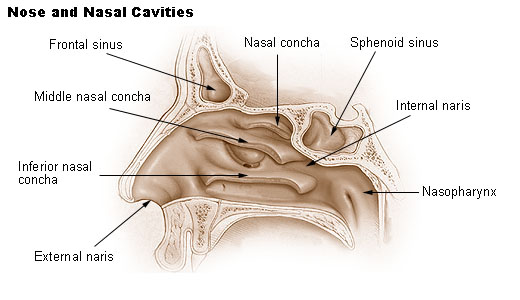
neusholten

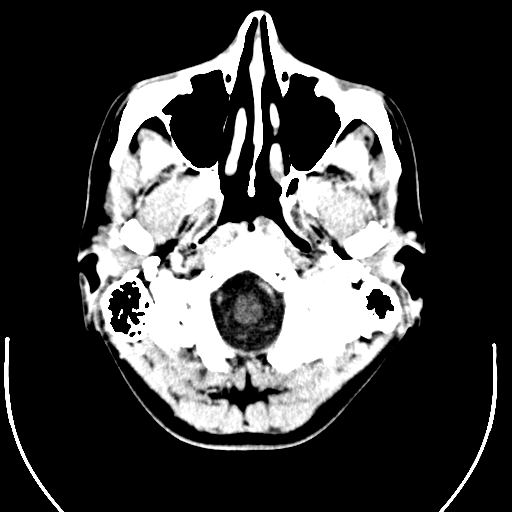
CT-scan: Doorsnede van neus- en bijholten

De neusholte is een met lucht gevulde ruimte achter en net boven de neus, in het midden van het gezicht.

## Functie
De neusholte is het eerste deel van het luchtwegstelsel waar de ingeademde lucht doorheen gaat. Hier wordt de ingeademde lucht geconditioneerd. Door de grote oppervlakte van de neusschelpen wordt de lucht verwarmd of gekoeld tot ongeveer 1 graad verschil met de lichaamstemperatuur, de lucht wordt vochtiger gemaakt, en stofdeeltjes worden eruit gefilterd waarna ze door trilhaartjes samen met het slijm worden afgevoerd naar de nasofarynx, het bovenste gedeelte van de farynx dat recht achter de neusholte is gelegen.
De neusholte is sterk doorbloed. Bij sommige dieren, zoals honden, koelen de haarvaten in de neusholte het bloed dat naar de hersenen stroomt.
Ruiken is mogelijk dankzij kleine zenuwen die van de bovenkant van de neusholte, door gaatjes in het zeefbeen naar de bulbus olfactorius lopen. De zenuwvezels vormen samen de nervus olfactorius.
De neusholte speelt een belangrijke rol bij de spraak. Bij de nasale medeklinkers gaat er relatief veel lucht door de neusholte. Een afwijkende, nasale klank van de stem, treedt op als er te veel of te weinig lucht door de neusholte stroomt.   

## Ziektes
Ziektes aan de neusholte zijn veelal virale infecties. Een andere ziekte is neusholtekanker. Chirurgische verkleining van de neusschelpen - conchareductie of conchotomie geheten - kan empty nose syndrome tot gevolg hebben.